# Hárisz ibn Hilliza
Hárisz ibn Hilliza (6. század) a dzsáhilijja korának egyik neves arab költője volt.
A Bakr törzs sarja volt, és törzstársához, Tarafához hasonlóan ő is a Taglib törzs elleni poétai küzdelemben vett részt. Részt vett a háborúskodás lezárását követően az Amr ibn Hind lahmida király hírai udvarában tartott tárgyalásokon; vitapartnere szintén jeles költő, Amr ibn Kulszúm volt.
Verseiben saját klánját dicsőíti, illetve a lezárult Baszúsz-háborút követő békében a Banu Taglibot a feltételek betartására inti. A legszebbnek tartott versének kezdősorai az arabista Goldziher Ignác nyersfordításában így hangzanak:
„Asmā' értésünkre adta, hogy válni készül; 

bizony van ember, kinek maradása unalmassá válik.”
A költeményt beválogatták a 8. századi Muallakátba, azaz a hét legjobb kaszída egyikének tekintették.